# Pic du Midi de Bigorre
Der Pic du Midi de Bigorre (oder einfach Pic du Midi, „Gipfel des Südens“ bzw. „Südgipfel, Bigorre“) ist ein 2877 m hoher Berg in den französischen Pyrenäen. Auf seinem Gipfel befinden sich ein bedeutendes astronomisches Observatorium und ein Fernsehsender.
Der Pic du Midi ist ein beliebtes Ausflugsziel. Jährlich besuchen 110.000 Gäste den Gipfel, der Tagesrekord liegt bei 3.300 Personen. Seit der Wiedereröffnung im Jahr 2000 wurde das touristische Angebot erheblich ausgeweitet, unter anderem um Abende mit astronomischen Beobachtungen. Auch Übernachtungen sind möglich.

## Lage und Zugangswege
Der Pic du Midi de Bigorre liegt im französischen Département Hautes-Pyrénées. Aufgrund seiner Lage nördlich des Hauptkamms der Pyrenäen bietet sein Gipfel ein außergewöhnliches Panorama. Im Süden überblickt man die gesamte ca. 300 km lange Kette der Pyrenäen mit mehr als 25 Dreitausendern. Nach Norden reicht der Blick an klaren Tagen bis zum Plomb du Cantal im Zentralmassiv und im Westen bis zum Leuchtturm von Biarritz. Insgesamt ist so ein Sechstel der Fläche Frankreichs zu überschauen.
Zu Fuß kann man den Gipfel bequem in zwei Stunden vom Col du Tourmalet aus erreichen. Die 5,5 km lange geschotterte, für den öffentlichen Verkehr gesperrte Route du Pic du Midi führt von der Passhöhe aus bis zum Punkt les Laquets auf 2645 m Höhe – dem höchsten anfahrbaren Punkt der Pyrenäen. Von dort aus überwindet ein Wanderweg die letzten gut 200 Höhenmeter, die im Sommer schneefrei sind.
Der Aufstieg von Artigues-Campan an der Tourmalet-Route zwischen Campan und La Mongie über den Col de Sencours dauert ca. fünf Stunden.

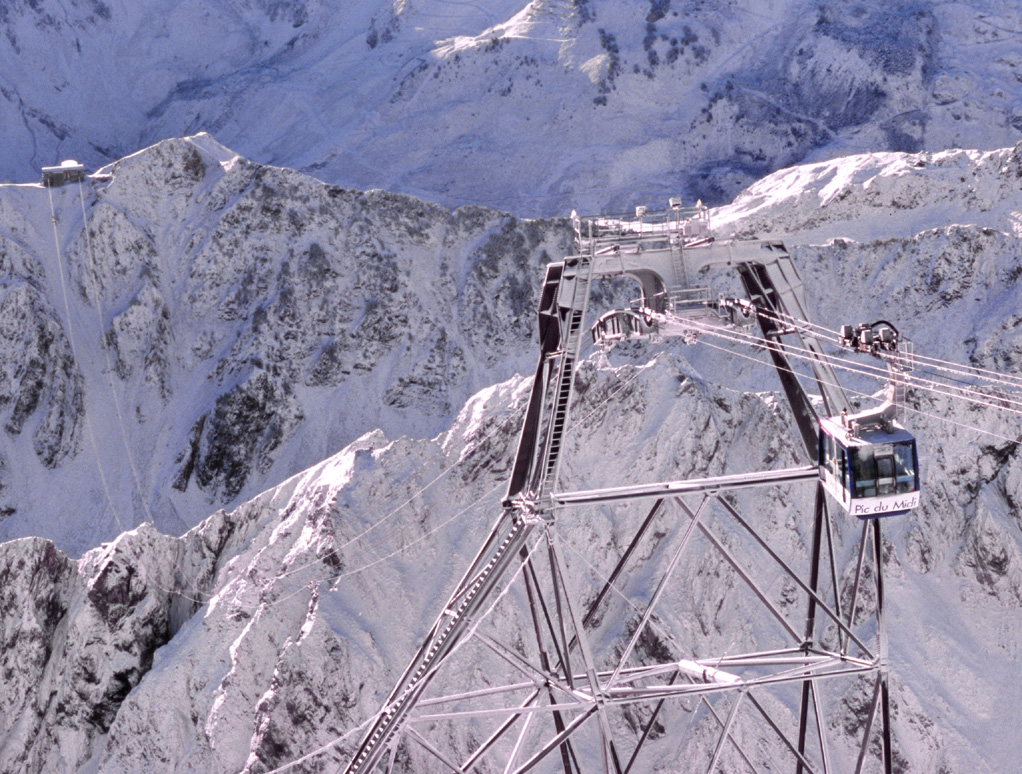
Zweites Teilstück der Seilbahn von Le Taoulet zum Gipfel

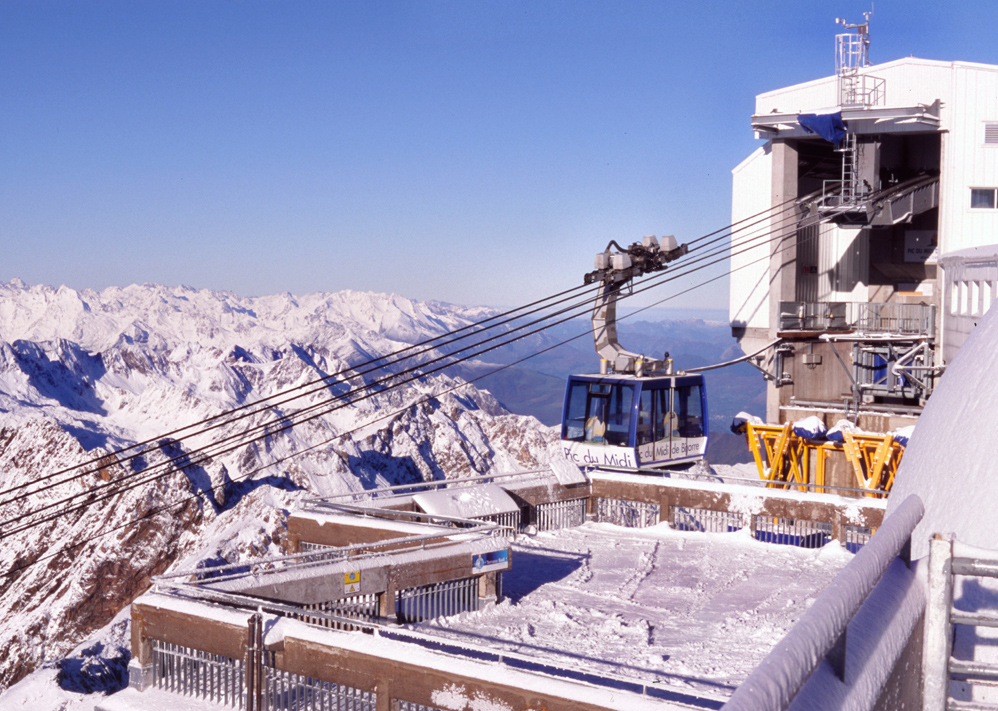
Gipfelstation auf dem Pic du Midi

Seit dem Jahr 2001 führt eine Luftseilbahn ganzjährig von La Mongie auf den Pic du Midi. Sie wurde vom Schweizer Hersteller Garaventa errichtet und besteht aus zwei Teilstücken, die als Pendelbahnen mit jeweils zwei Kabinen eingerichtet sind:
- Der erste Abschnitt von La Mongie (1800 m) zum Relais Le Taoulet (2300 m), führt über zwei Stützen.
- Der zweite Abschnitt von Le Taoulet zum Pic du Midi besitzt nur eine Stütze kurz vor der Gipfelstation. Das freie Stück ist ca. 2,5 km lang.

## Geschichte
Der leicht zu besteigende Gipfel des Pic du Midi ist vermutlich schon in der Frühgeschichte von Menschen aufgesucht worden. So entdeckte General Charles de Nansouty in der Nähe des Col de Sencours auf 2400 m Höhe eine prähistorische Pfeilspitze. Belegt ist, dass der Gelehrte Julius Caesar Scaliger 1540 auf dem Gipfel Beobachtungen anstellte. Im 17. Jahrhundert bestieg der Botaniker Joseph Pitton de Tournefort den Pic du Midi. François de Plantade erstieg den Gipfel mehrmals: Während der Sonnenfinsternis des Jahres 1706 studierte er als erster Wissenschaftler die Sonnenkorona. 1741 kehrte er für Messungen zurück, mit denen eine Karte der Diözesen des Languedoc erstellt werden sollte. Am 26. August desselben Jahres verstarb er auf dem Col de Sencours. 1774 bestiegen der Mathematiker Gaspard Monge und der Chemiker Jean d’Arcet den Gipfel, um dort den Luftdruck zu messen. Zwischen 1787 und 1810 bestieg der Geologe und Begründer der Pyrenäenforschung, Louis Ramond de Carbonnières, den Pic du Midi nicht weniger als 35 Mal.

## Observatorium

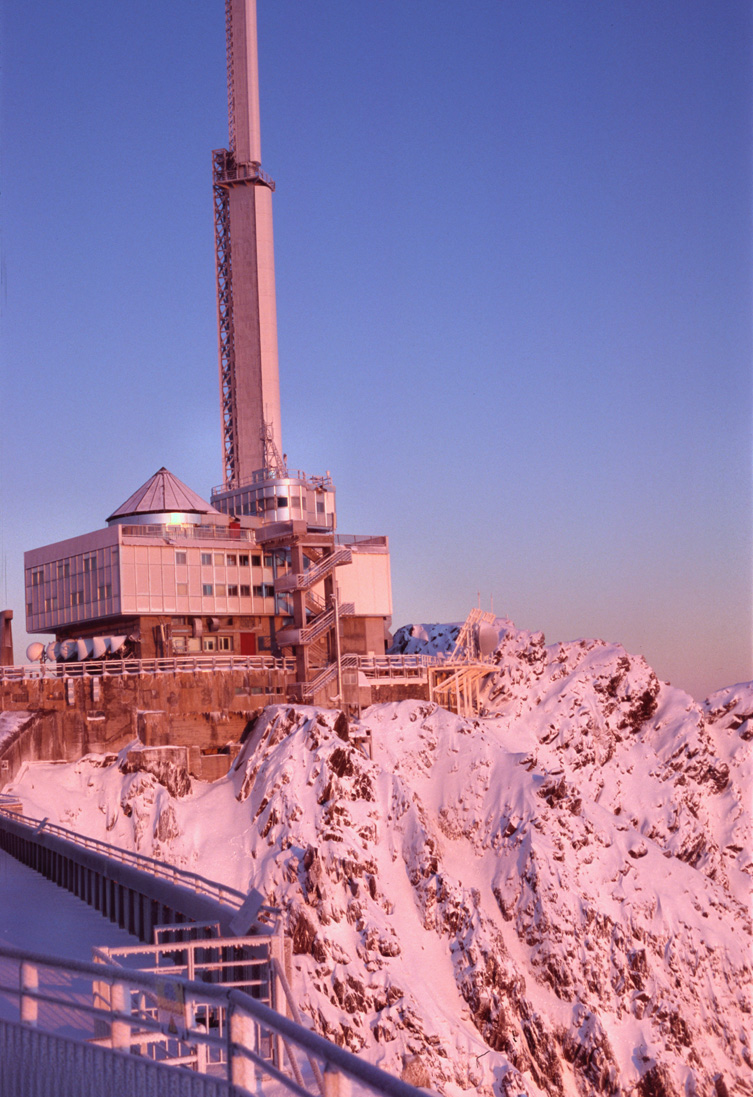
Sendestation kurz vor Sonnenaufgang

Die Gründung des Observatoriums geht auf zwei Personen zurück: den pensionierten General Charles de Nansouty und den Ingenieur Célestin-Xavier Vaussenat. Ersterer verbrachte acht Jahre in der 1873 errichteten provisorischen Wetterstation auf dem Col de Sencours, während letzterer bei Spendern Gelder für das Observatorium einwarb. Dieses wurde schließlich von 1878 bis 1882 errichtet. Der französische Staat subventionierte seinen Betrieb mit 30.000 Francs pro Jahr, und Vaussenat wurde sein erster Direktor. Er ließ den Gipfel planieren und errichtete dort weitere Gebäude. Pierre Jules César Janssen beobachtete dort 1887 die Sonne. 1891 erlitt Vaussenat auf dem Pic du Midi einen Kreislaufkollaps, an dem er eine Woche später in Bagnères-de-Bigorre verstarb.
Sein Nachfolger wurde der Astronom und Geophysiker Émile Marchand. Unter seiner Ägide wurden Sonnen- und Planetenoberflächen kartiert und zahlreiche geophysikalische Messungen unternommen. Um die Jahrhundertwende wurde sogar ein kleiner botanischer Garten auf dem Gipfel eingerichtet, um das Verhalten von Pflanzen in großer Höhe zu studieren. Auf Betreiben des damaligen Leiters des Toulouser Observatoriums, Benjamin Baillaud, begann 1905 der Bau der ersten Kuppel für ein 50-cm-Teleskop, das schließlich 1908 in Betrieb ging. Eines der ersten Ergebnisse war die Widerlegung der von Giovanni Schiaparelli vermuteten „Kanäle“ auf dem Mars. Benjamins Sohn Jules Baillaud war in den folgenden Jahren der intensivste Nutzer des Observatoriums, seine Forschungen wurden 1924 mit einem Preis der Akademie der Wissenschaften belohnt.

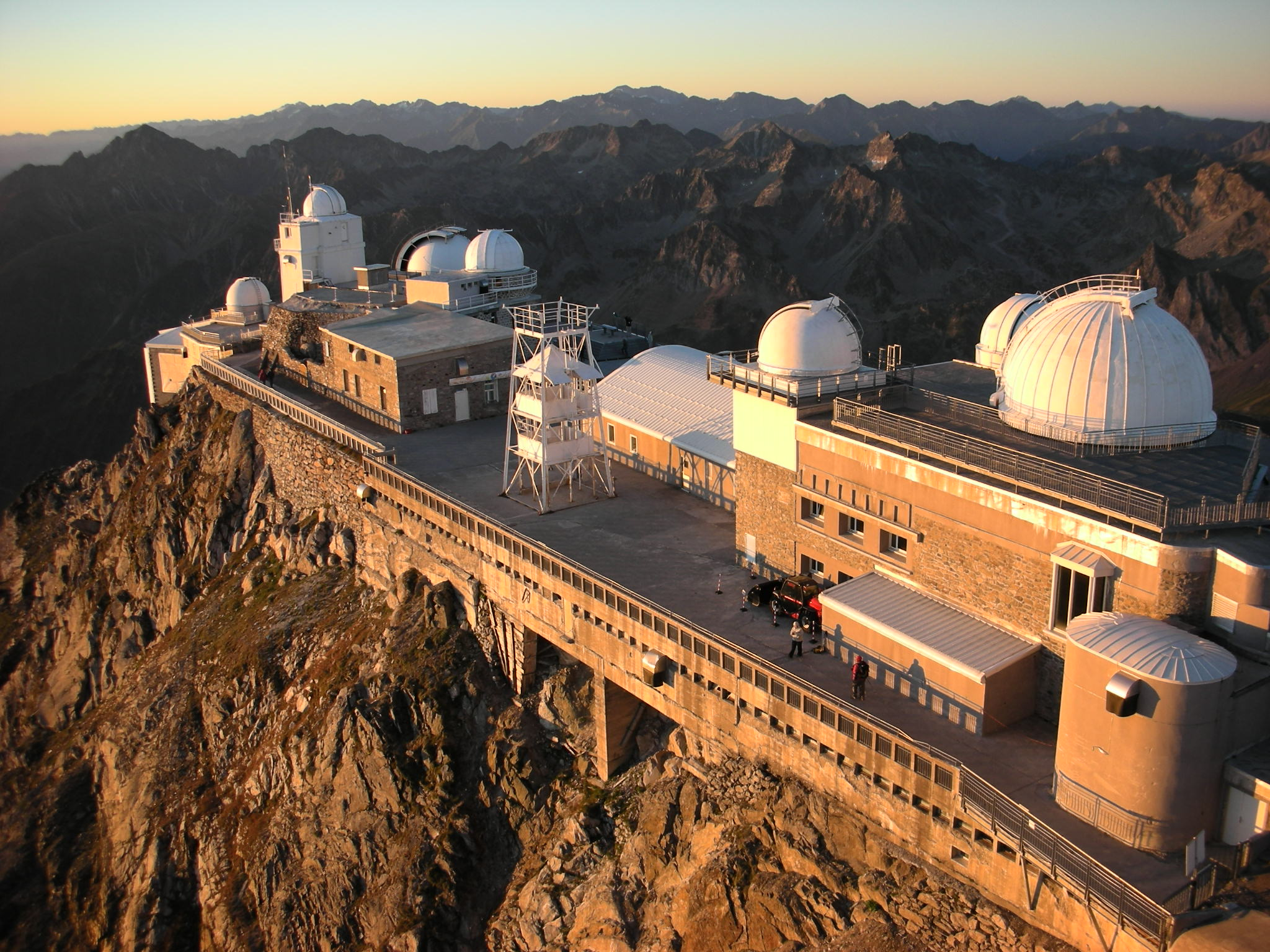
Blick vom Sendeturm auf den Gipfel des Pic du Midi

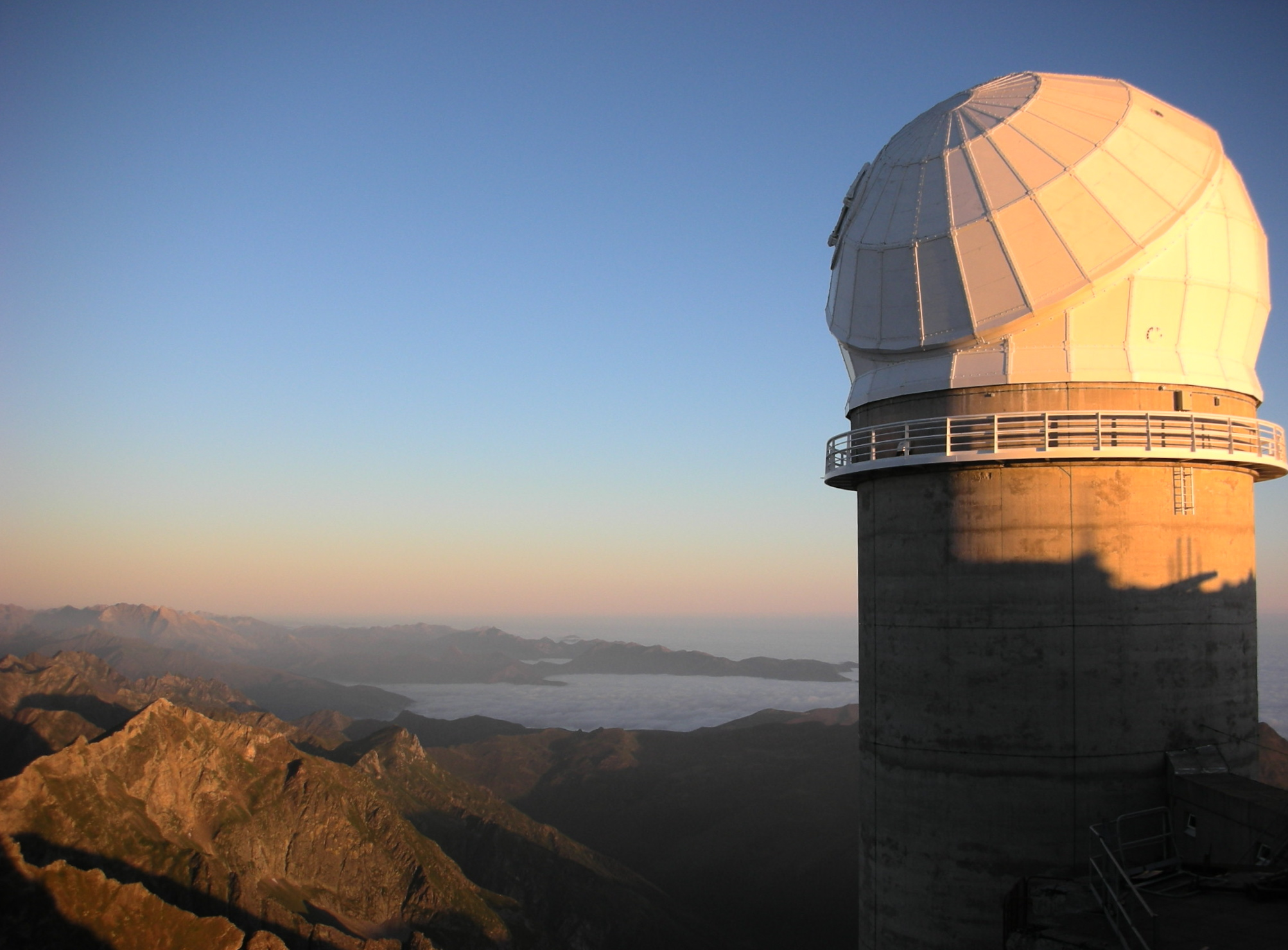
Beobachtungsturm des Teleskops Bernard Lyot

Der plötzliche Tod Émile Marchands im Jahr 1914 und der Ausbruch des Ersten Weltkriegs ließen das Observatorium nahezu verwaist; während 14 Monaten harrte der Meteorologe Latreille als einziger ununterbrochen auf dem Gipfel aus. 1915 wurden die Einrichtungen auf dem Pic du Midi dem Observatorium von Toulouse unterstellt. Der neue Direktor Joseph Rey trat seinen Dienst erst 1917 an und demissionierte 1920. Sein Nachfolger Camille Dauzère fand die Einrichtungen in schlechtem Zustand vor. 1922 brach sogar ein Teil der Nordterrasse ab. Dadurch wurde die Politik aufgeweckt; in den folgenden 15 Jahren flossen größere Mittel zur Renovierung und Erweiterung der Einrichtungen. Die befestigte Route du Pic du Midi sollte die Versorgung erheblich erleichtern: 1927 war der Fahrweg vom Col du Tourmalet bis zum Col de Sencours fertiggestellt, 1933 seine Verlängerung bis Les Laquets, wo auch ein Hotel erbaut wurde. 1926 bis 1927 wurden zwei 25 m hohe Rundfunk-Sendemasten errichtet. Die Forschung verlegte ihren Schwerpunkt auf die Geophysik, nachdem der mit einer Inspektion beauftragte Leiter der Sternwarte von Meudon, Henri-Alexandre Deslandres, die Schließung des Observatoriums auf dem Pic du Midi empfohlen hatte. Einen neuen Aufschwung erhielt die Astronomie auf dem Pic erst wieder mit den Aktivitäten von Bernard Lyot, der dort ab 1930 seinen Sonnenkoronografen entwickelte.
Als Camille Dauzère 1937 in den Ruhestand ging, fand sich zunächst kein Nachfolger. Um die drohende Schließung abzuwenden, erklärte sich schließlich Jules Baillaud bereit, das Observatorium zu leiten. Seine Pläne zum Ausbau der Einrichtungen ließen sich aufgrund des Zweiten Weltkriegs nicht realisieren, aber es gelang ihm immerhin, das Observatorium mit einem neuen Teleskop auszustatten. 1947 übernahm Jean Rösch die Leitung des Observatoriums; er behielt diese Stellung bis 1981. Zunächst konnte die Infrastruktur ausgebaut werden: Eine Hochspannungsleitung übernahm ab 1949 die Stromversorgung der Station. 1951 wurde die Seilbahn in Betrieb genommen. In den 1950er Jahren erforschten Wissenschaftler auf dem Pic du Midi vor allem die Sonne und die kosmische Strahlung. Diese energiereiche Strahlung diente auch für kernphysikalische Experimente. Im folgenden Jahrzehnt kartographierte eine von Zdeněk Kopal geleitete Forschungsgruppe der Universität Manchester mit zehntausenden von Fotos die Oberfläche des Mondes. Dieses Programm diente der Vorbereitung der Apollo-Mission und wurde von der NASA finanziell unterstützt. 1964 wurde mit Laserstrahlen die Entfernung Erde-Mond bis auf wenige Dezimeter genau bestimmt.

## Sendeanlage
Bereits 1957 war auf dem Pic du Midi der Sendebetrieb für Fernsehen aufgenommen worden. Von 1959 bis 1962 wurde dann das Interministerielle Gebäude mit dem Rundfunk- und Fernsehsender errichtet. 1970 begann der Bau des sehr aufwändigen Turms für das neue Spiegelteleskop, das 1980 in Betrieb ging. 1994 drohte dem Observatorium dennoch das Aus. Das Forschungsministerium wollte den Betrieb nicht mehr allein finanzieren und kündigte für 1998 die Schließung an. Ein Zusammenschluss (Syndicat mixte) von Region Midi-Pyrénées, Département und umliegenden Gemeinden sprang ein und investierte insgesamt 39 Millionen Euro in die Einrichtungen auf dem Pic du Midi. Ziel war, den Fortbestand durch eine touristische Nutzung zu sichern. So wurden die Terrassen renoviert, eine neue Luftseilbahn installiert und ein Restaurant sowie ein Museum eingerichtet. Seit 2000 steht der Pic du Midi erneut Besuchern offen. Der Betrieb erfordert einen jährlichen Zuschuss zwischen 600.000 und einer Million Euro.

## Heutige Einrichtungen

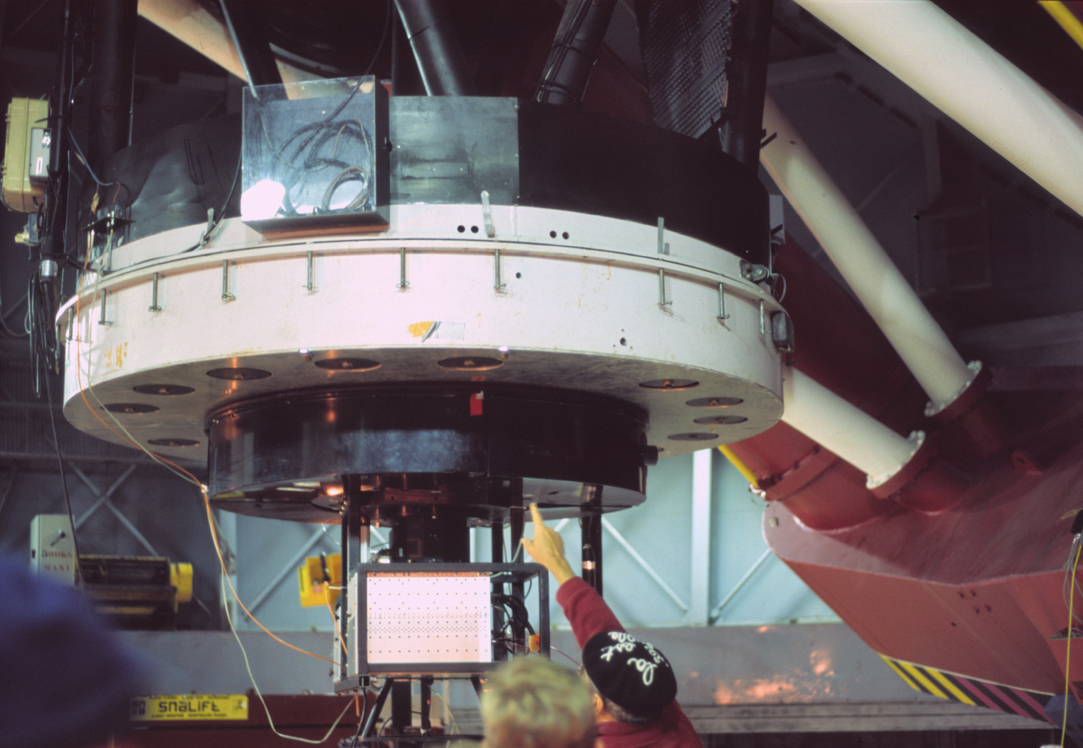
Das Teleskop Bernard Lyot

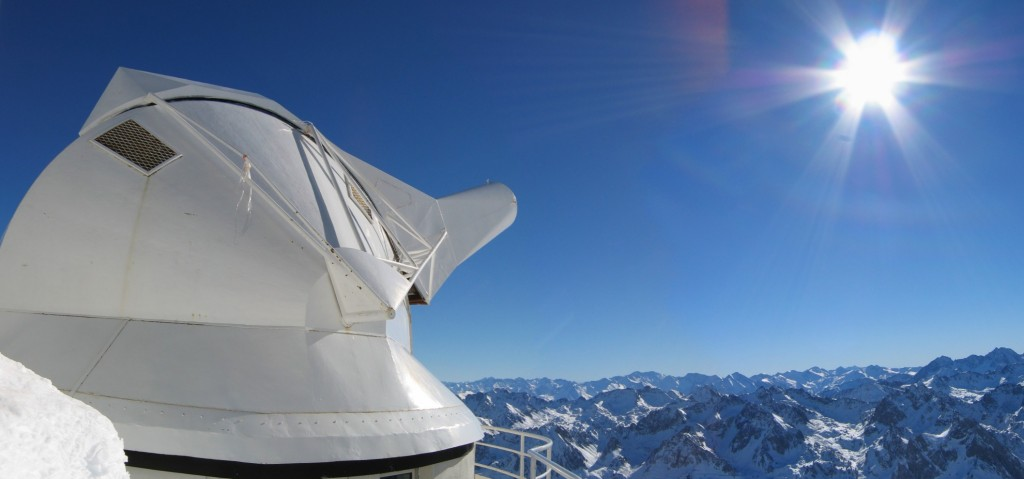
Das Sonnenfernrohr Jean Rösch

Auf dem Pic du Midi befinden sich ein Ausflugsrestaurant, ein Rundfunk- und Fernsehsender, eine Wetterstation sowie ein bedeutendes Observatorium mit dem größten Spiegelteleskop Frankreichs. Da jederzeit mögliche Schlechtwettereinbrüche und starker Wind Besucher auf dem Pic du Midi festhalten können, besteht die Kapazität, für die Dauer von fünf Tagen 600 Personen zu beherbergen und zu verpflegen.

### Observatorium
Das Observatorium auf dem Pic du Midi ist Teil des Observatoire Midi-Pyrénées, einer der Universität Paul Sabatier angeschlossenen astronomischen Forschungseinrichtung. Aufgrund des niedrigen Luftdrucks und der geringen Lichtverschmutzung bietet der Pic du Midi hervorragende Bedingungen für astronomische Beobachtungen. Ein Nachteil ist jedoch das unbeständige Wetter. Derzeit sind in Betrieb:
- Das nach Bernard Lyot benannte Cassegrain-Teleskop, mit einem Durchmesser von 206 cm seit 1980 größtes Spiegelteleskop Frankreichs. Im Coudé-Fokus befindet sich das Spektropolarimeter NARVAL, mit dem Magnetfelder von Sternen erforscht werden.[2] Das Teleskop besitzt einen eigenen Turm abseits der übrigen Einrichtungen, damit die Beobachtungen möglichst wenig durch Luftunruhe beeinträchtigt werden. Ferner ist er zweischalig konstruiert, um das Teleskop von Erschütterungen freizuhalten.
- Ein 106-cm-Spiegelteleskop, ausgerüstet mit einer CCD-Kamera zur Untersuchung der Planeten des Sonnensystems. Es wurde 1963 von der NASA finanziert und diente seinerzeit zu genauen Beobachtungen der Mondoberfläche in Vorbereitung der Apollo-Mission. Mit diesem Teleskop wurde am 29. Februar 1980 der Saturnmond Helene entdeckt.[3]
- ein von Amateurastronomen genutztes 60-cm-Spiegelteleskop
- ein weiteres 55-cm-Spiegelteleskop
- der Koronograf HACO-CLIMSO zur Beobachtung der Sonnenkorona
- Das nach Jean Rösch benannte Fernrohr mit 50 cm Öffnungsweite zur Beobachtung der Sonnenoberfläche, insbesondere ihrer Granulation. Es ist mit einem Spektroheliografen ausgestattet.

### Sendestation
Das 1963 fertiggestellte interministerielle Gebäude beherbergt unter anderem einen Rundfunk- und Fernsehsender. Betrieben wird er von der ehemals staatlichen Gesellschaft TDF. Die Sendeleistung beträgt 10 kW. Er besitzt eine 104 m hohe Antenne und deckt ca. ein Siebtel des französischen Territoriums ab. Seit November 2005 wird auch Digitalfernsehen gesendet.